# Огранка трояндою

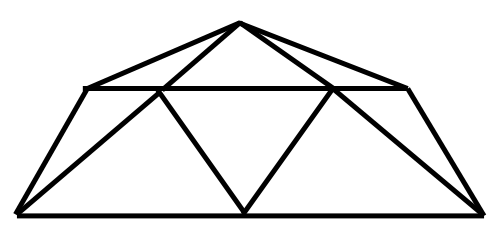

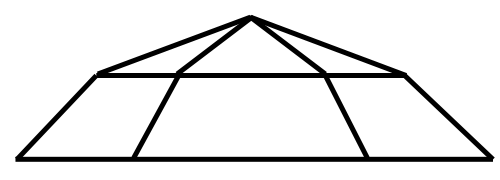

Схема скорочень алмазів із зазначенням їх еволюції від найпростішої (точки розрізу) до найбільш передових.

Огранка трояндою — різновид огранки дорогоцінних каменів. Містить від 12 до 72 бічних граней. Характерна плоскою основою і куполом з трикутних граней. Ця древня огранка з'явилася в Індії, завезена в Європу у XVI ст., але сьогодні практикується рідко внаслідок дещо зниженої гри кольорів.

## Загальний опис
Являє собою фасетне огранювання без площадки і нижній частині. У залежності від числа і форми фасет існують різновиди — голландська троянда, антверпенська троянда, напівголландська троянда, подвійна голландська троянда та інші.
Різноманітні варіації ограновування трояндою використовуються з XVI століття.
Основа каменя в цьому випадку плоска, а корона складається з трикутних граней, звичайно 12 або 24, розташованих симетрично. Як правило, камінь має округлу форму. Винятки становлять типи огранки «бріолетт», «антверпенська троянда» і «подвійна голландська троянда». Ограновування трояндою нечасто застосовується в сучасних ювелірних виробах, проте така огранка була дуже популярна раніше.